# 浜波 (駆逐艦)
浜波（濱波、はまなみ）は、日本海軍の駆逐艦。夕雲型駆逐艦の13番艦である。
日本海軍の法令上は旧字体の濱波を使用し、戦闘詳報や戦史叢書でも「濱波」を使用するが、本記事では浜波とする。

## 概要
日本海軍が舞鶴海軍工廠において1942年（昭和17年）4月28日から1943年（昭和18年）10月15日にかけて建造した夕雲型駆逐艦。竣工後、訓練部隊の第十一水雷戦隊に編入され、内海西部で訓練に従事した。
12月15日附で第二水雷戦隊麾下の第32駆逐隊に編入され、夕雲型4隻（浜波、玉波、早波、藤波）を揃えた。
12月下旬より、駆逐艦「浦風」と共に波船団を護衛する。
1944年（昭和19年）前半の第32駆逐隊は、分散して船団護衛任務に従事した。
同期間中の2月25日、パラオ在泊中の「浜波」は臨時に第二水雷戦隊旗艦となった（同日、重巡「鳥海」に戻る）。
4月中旬、「浜波」を含め連合艦隊主力艦艇はリンガ泊地に集結、訓練に従事した。
5月下旬までに、第32駆逐隊はタウイタウイ泊地に集結する。
6月の「あ号作戦」（マリアナ沖海戦）に参加した。この海戦前後、アメリカの潜水艦により32駆僚艦（早波〈6月7日〉、玉波〈7月7日〉）が撃沈される。第32駆逐隊は「浜波」と「藤波」に減少した。
10月下旬、32駆（浜波、藤波）は捷一号作戦にともなうレイテ沖海戦に第二艦隊司令長官栗田健男中将指揮下の第一遊撃部隊（通称栗田艦隊）に所属して参加、「浜波」は生還したが、「藤波」は重巡洋艦「鳥海」生存者と共に撃沈された。
また10月26日、第二水雷戦隊旗艦の軽巡洋艦「能代」が空襲により沈没した際には、「浜波」はと駆逐艦「秋霜」とともに生存者の救助にあたり、二水戦司令部（司令官早川幹夫少将）は「浜波」に移乗し、臨時の第二水雷戦隊旗艦とした。
レイテ沖海戦直後、第二水雷戦隊はレイテ島地上戦にともなう多号作戦（マニラ～レイテ増援輸送作戦）に参加した。11月11日、「浜波」は第三次多号作戦（部隊指揮官・早川幹夫少将、旗艦「島風」）に従事中、オルモック湾で米軍機動部隊艦載機多数の空襲を受けて航行不能となり、第32駆逐隊司令・大島大佐および乗組員を姉妹艦「朝霜」に収容したあと放棄された。

## 艦歴

### 建造経緯
1942年（昭和17年）4月28日、1942年度（マル急計画）仮称第341号艦として舞鶴海軍工廠で起工。
9月25日、第341号艦は特務艦2隻（洲埼、風早）や潜水艦等と共に命名され、同日附で艦艇類別等級表に登録される（夕雲型駆逐艦に類別）。
1943年（昭和18年）4月18日に進水し、同日附で舞鶴鎮守府籍と定められた。
4月24日には姉妹艦「巻波」が舞鶴に到着、他艦（霞、不知火、初春）等と共に修理に入る。
9月17日、日本海軍は駆逐艦「時津風」沈没時（ビスマルク海海戦）に艦長を務めていた本倉正義中佐を、艤装員長に任命する。
また駆逐艦「子日」水雷長や駆逐艦「長波」竣工時の水雷長等を歴任した西村正直大尉を浜波艤装員に任命する。
舞鶴海軍工廠の浜波艤装員事務所は事務を開始した。
10月15日、「浜波」は竣工し、艤装員事務所は撤去された。同日附で本倉中佐（艤装員長）が駆逐艦長となる。主な初代幹部は、水雷長・西村正直大尉、航海長・坂牧平一大尉、砲術長・稲政博中尉。

### 船団護衛任務
1943年（昭和18年）10月15日の竣工と同時に、「浜波」は訓練部隊の第十一水雷戦隊（司令官木村進少将）に編入された。瀬戸内海に回航され、約二ヶ月間にわたり臨時編入艦と共に訓練を受けた。
12月15日、浜波は第二水雷戦隊（司令官早川幹夫少将）麾下の第32駆逐隊に編入される。当時の32駆司令は、駆逐艦「夕立」初代艦長や駆逐艦「時津風」初代艦長等を歴任した中原義一郎大佐であった。第32駆逐隊は前月のラバウル空襲で「涼波」を喪失して3隻編制となっており（昭和19年1月5日、涼波除籍）、「浜波」の編入により定数4隻（玉波、早波、藤波、浜波）となった。
「浜波」の最初の外洋遠距離航海は、波船団の護衛だった。日本陸軍第52師団（10月20日に中部太平洋方面派遣命令、11月15日編成完結）を、中部太平洋方面の各島に輸送する作戦である。複数運航される船団のうち、第17駆逐隊司令谷井保大佐（司令駆逐艦「浦風」）指揮下のトラック行き船団を波船団と称した。波船団の船団区分は、甲梯団（護衛艦〈浦風、浜波〉、輸送船〈妙義丸、日昌丸、松江丸、御影丸〉）、乙梯団（護衛艦〈朝雲、波勝〉、輸送船〈第三吉田丸、夕映丸、長野丸〉）であった。
12月24日、「浜波」は呉港から宇品に移動して陸兵45名を受け入れ、宇品から佐伯港に移動する。
12月25日、波船団の第一梯団は佐伯を出撃した。
1944年（昭和19年）1月4日、波船団（甲梯団）はトラック諸島に到着した（乙梯団は7日トラック着）。
陸兵45名は「浜波」から退艦した。
1月7日、「浜波」は輸送船「松江丸」（日本郵船、7,061トン）を護衛して、トラック泊地を出発した。
1月9日、5072船団はポンペイ島（ポナペ島）に到着した。南洋第三支隊は同島に上陸した。「浜波」は直ちに反転し、1月10日トラック泊地に帰投した。数日間、トラック泊地で待機する。
1月12日、第二水雷戦隊司令官・早川少将は、二水戦の駆逐艦「時雨」と「浜波」を視察した。
1月17日、二水戦の「浜波」と「島風」はパラオ方面派遣駆逐艦に指定される。第二海上護衛隊の指揮下に入り、引続き船団護衛任務に従事した。
1月20日、「浜波」と「第30号駆潜艇」は「第七二〇二船団」（第三小倉丸、第二共栄丸）を護衛してトラック泊地を出発する。
1月26日、7202船団はパラオに到着した。
1月30日、第二海上護衛隊の命令を受けた「浜波」と「駆潜艇30号」は、佐多船団護衛のためパラオを出港した。
1月31日にメレヨン島で仮泊したあと、翌日出発した。
2月2日、洋上で佐多船団と合流する。特設駆潜艇1隻が途中で離脱したあと、佐多船団は2月7日トラック泊地に到着した。
2月12日、護衛艦艦艇（浜波、駆潜艇30号、第五昭南丸、第二拓南丸）は佐多船団を護衛してトラック泊地を出撃、パラオに向かう。佐多船団は、給油艦「佐多」、特設給兵船「日朗丸」（日産汽船、6,534トン）、特設水雷母艦「神風丸」（山下汽船、4,918トン）、「第二菱丸」「北上丸」であった。
だが2月17日 - 18日にかけて、佐多船団はアメリカの潜水艦「サーゴ (USS Sargo, SS-188) 」の襲撃を受け、雷撃により「日朗丸」が轟沈し、「佐多」が航行不能となる。「浜波」は「佐多」を救援しつつ、対潜掃討を実施した。
2月19日、「佐多」は特設給兵船「新玉丸」（玉井商船、6,783トン）に曳航されてパラオに向かった。
2月20日、佐多船団はパラオに到着し、その後の「浜波」は同地で待機した。
2月25日午前11時前後、パラオに姉妹艦「早波」と水上機母艦「秋津洲」（トラック島空襲で損傷中）が到着する。この少し前、「空母を含む敵大部隊パラオ接近」の報告により、遊撃部隊（指揮官栗田健男第二艦隊司令長官）はパラオ在泊艦艇（第四戦隊、第五戦隊、第二水雷戦隊、工作艦「明石」他）のダバオ（フィリピンミンダナオ島）への回航を命じる。当時の第二水雷戦隊旗艦は重巡洋艦「鳥海」だった。二水戦司令部は「鳥海」から「浜波」に移動し、「浜波」は第二水雷戦隊旗艦となる。二水戦（浜波、早波、藤波）はパラオ水道で対潜掃蕩を実施するが、直後に「敵機動部隊」は誤報だったことが判明した。ダバオ回航命令は取り消され、二水戦旗艦は「鳥海」に戻った。
3月中旬、高崎船団を護衛したあと、タンカーの護衛任務に従事する。4月中旬、リンガ泊地に移動して訓練に従事した。
4月15日、第32駆逐隊司令は中原義一郎大佐から折田常雄大佐に交代した。

### あ号作戦
1944年（昭和19年）5月、第32駆逐隊は前進根拠地のタウイタウイ方面に進出、航空母艦の訓練に協力しつつ対潜警戒に従事する。だがアメリカ潜水艦の活動により、日本側駆逐艦は次々に撃沈された。
6月7日昼頃、「早波」（第32駆逐隊、司令駆逐艦）がアメリカの潜水艦「ハーダー（USS Harder, SS-257）」の雷撃で撃沈され。第32駆逐隊は2隻編制（藤波、浜波）となった。また「早波」沈没時に、艦長清水逸郎中佐と司令・折田大佐が戦死した（折田は海軍少将に進級）。第32駆逐隊は、一時駆逐隊司令不在となる。そこで「玉波」艦長青木久治中佐が6月15日附で第32駆逐隊司令に転任し、「早波」艦長として着任予定だった千本木十三四中佐が「玉波」艦長となった。
6月19日のマリアナ沖海戦では、第32駆逐隊は丙部隊（第三航空戦隊、第二艦隊主力）に所属してアメリカ群と交戦した（海戦の経過と編成については、当該記事を参照）。同日の前衛部隊は空母3隻（千歳、千代田、瑞鳳）を分散させて輪形陣を形成しており、「浜波」は第11群（空母「瑞鳳」、戦艦〈大和、武蔵〉、重巡〈熊野、利根、鈴谷〉、第32駆逐隊〈玉波、浜波、藤波〉）という区分だったという。マリアナ沖海戦は日本海軍の大敗で終わる。
日本艦隊は6月22日に中城湾に入港した。順次出発し、6月24日柱島泊地に帰投した。
一方、第32駆逐隊の「玉波」と「藤波」は内地に戻らず、軽巡洋艦「北上」とタンカー「旭東丸」を護衛して内地へ向かう。7月7日未明、マニラ湾沖合でアメリカの潜水艦「ミンゴ (USS Mingo, SS-261) 」の雷撃で玉波が沈没し、第32駆逐隊司令・青木中佐と「玉波」艦長・千本木中佐が戦死した。「玉波」喪失により、第32駆逐隊は夕雲型2隻（藤波、浜波）に減少した。
7月9日、遊撃部隊主隊（指揮官・栗田健男中将、第二艦隊司令長官）は臼杵湾を出撃する。輸送物件の関係から、甲部隊（第一戦隊、第四戦隊、第七戦隊、第二水雷戦隊〔第27駆逐隊〈時雨、五月雨〉、第31駆逐隊〈岸波、沖波、朝霜、長波〉、浜波、島風〕）、乙部隊という編成だった。
7月10日午後、遊撃部隊主隊は中城湾に到着し、沖縄の第三十二軍（司令官渡辺正夫中将）に対する輸送任務を行う。同日夕刻、甲部隊は沖縄を出発、リンガ泊地に直接向かった（乙部隊は7月12日出発）。暴風雨に遭遇して「五月雨」が一時行方不明になったが、ほかに特に異状なく7月16日シンガポール（一部はリンガ泊地直行）に到着した。ほどなく乙部隊もリンガ泊地に進出し、第一遊撃部隊は訓練に励んだ。
8月25日、座礁した「五月雨」が放棄されたことで「時雨」1隻のみとなっていた第27駆逐隊司令大島一太郎大佐が第32駆逐隊司令に任命される。
9月1日、ヒ71船団を護衛していた「藤波」がシンガポールに到着し、「浜波」と合流する。当時の第32駆逐隊は前述のように消耗を続け、「浜波」と「藤波」だけになっていた。

### 捷号作戦
10月18日、捷一号作戦発動に伴って、第二艦隊司令長官・栗田健男中将（旗艦「愛宕」）を指揮官とする第一遊撃部隊（通称栗田艦隊または栗田部隊 ）はリンガ泊地から出動した。ブルネイ湾で補給の後、10月22日に出撃した。レイテ沖海戦における「浜波」は、第一遊撃部隊第一部隊（第四戦隊〈愛宕〔第二艦隊旗艦〕、高雄、鳥海、摩耶〉、第一戦隊〈大和、武蔵、長門〉、第五戦隊〈妙高、羽黒〉、第二水雷戦隊〈能代、島風、第2駆逐隊〔早霜、秋霜〕、第31駆逐隊〔岸波、沖波、朝霜、長波〕、第32駆逐隊〔藤波、浜波〕〉）に所属して戦闘に参加した。
10月23日、アメリカの潜水艦「ダーター (USS Darter, SS-227) 」と「デイス (USS Dace, SS-247) 」の襲撃により、第四戦隊の高雄型重巡洋艦3隻は大打撃を受けた。「愛宕」被雷時、第32駆逐隊（浜波、藤波）は第一戦隊（大和、武蔵）の右舷約2kmを航行していたという。
10月25日、栗田艦隊はサマール島沖で米軍機動部隊（護衛空母部隊）を追撃する（サマール島沖海戦。海戦の経過は当該記事を参照）。戦闘開始時の第一遊撃部隊は、第一戦隊（大和〔第二艦隊旗艦〕、長門）、第三戦隊（金剛、榛名）、第五戦隊（羽黒、鳥海）、第七戦隊（熊野、鈴谷、筑摩、利根）、第二水雷戦隊（軽巡「能代」、第2駆逐隊〈早霜、秋霜〉、第31駆逐隊〈岸波、沖波〉、第32駆逐隊〈浜波、藤波〉、島風）、第十戦隊（旗艦「矢矧」、第17駆逐隊〈浦風、雪風、磯風、野分〉）であった。第二水雷戦隊は米護衛空母部隊に肉薄できず、大きな戦果はなかった。二水戦は9時22分に巡洋艦1隻撃沈を記録している。
10月26日朝、第二水雷戦隊旗艦の軽巡「能代」が、第38任務部隊（マーク・ミッチャー中将）の艦載機の空襲を受けて沈没した。「浜波」と「秋霜」は第二水雷戦隊司令官・早川幹夫少将・「能代」艦長梶原季義大佐を含め二水戦司令部や乗員の大部分を救助した。第二水雷戦隊司令官と司令部は「浜波」に移乗し、「浜波」は臨時の二水戦旗艦となった。
海戦後の遊撃部隊駆逐艦（島風、浜波、秋霜、岸波、浦風）は燃料が切れかかった。そこで先行してコロン島で補給を受けることになり、栗田艦隊主隊に同行する駆逐艦は「磯風」と「雪風」のみとなった。「能代」生存者を救助した「浜波」と「秋霜」はコロン島に直行し、「浜波」はタンカー「日栄丸」から補給を受けた。大島司令（「浜波」座乗）の回想によれば、「浜波」は重巡洋艦「那智」（第五艦隊旗艦）より燃料補給を受けたという。
10月29日午前1時、駆逐艦部隊は遊撃部隊主隊に遅れてブルネイ湾に帰投する。
ブルネイに退却後の10月30日、第二水雷戦隊司令部は「浜波」から「大和」に移動した。続いて「浜波」はマニラ移動した。
11月5日のマニラ空襲による被害や諸事情により、優速船団の第四次輸送部隊（部隊指揮官木村昌福少将、第一水雷戦隊司令官）が先にマニラを出撃して第26師団の主力を海上輸送、低速船団の第三次輸送部隊（部隊指揮官は早川幹夫少将、第二水雷戦隊司令官）が軍需品を海上輸送することになった。

### 沈没
11月上旬、「島風」・「浜波」以下第二水雷戦隊はレイテ島への日本陸軍輸送作戦（多号作戦）に従事することになり、「浜波」は第三次輸送部隊に所属して11月9日3時にマニラを出撃する。第三次輸送部隊（指揮官・早川幹夫第二水雷戦隊司令官）の編成は、輸送船5隻（せれべす丸、泰山丸、三笠丸、谷豊丸、天照丸）、護衛艦艇（警戒部隊〈島風〔第二水雷戦隊旗艦〕、浜波、初春、竹〉、護衛部隊〈掃海艇30号、駆潜艇46号〉）である。途中「せれべす丸」が座礁、護衛のため「駆潜艇46号」が分離した。
11月10日21時、第三次輸送部隊はマスバテ島東方のブラックロック水道で、先にオルモック湾への輸送を行った第四次輸送部隊（第一水雷戦隊司令官・木村昌福少将、旗艦「霞」）とすれ違う。この時、第三次輸送部隊の駆逐艦2隻（初春、竹）をマニラに帰投する第四次輸送部隊に移し（先に分離して帰投）、第四次部隊の駆逐艦3隻（朝霜、長波、若月）を第三次輸送部隊に加入させた。アメリカ軍魚雷艇の襲撃は撃退した。
第三次輸送部隊は11月11日の正午ごろにオルモック湾に到着する予定であったが、その直前に第38任務部隊（ジョン・S・マケイン・シニア中将）の艦載機347機による空襲を受けた。大島大佐（第32駆逐隊司令）の回想によれば、当時の陣形は「浜波」（先頭艦） -「若月」-「島風」（二水戦旗艦） -「長波」-「掃海艇30号」-「朝霜」だったという。「浜波」は戦闘中に被弾して舵故障となり、続いて艦首に被弾する。合計三発被弾し、機銃掃射により戦死者・負傷者が続出した。浸水が始まった「浜波」では退艦準備が始まった。この時、零式艦上戦闘機もしくは四式戦闘機（米軍主張、日本軍機20-30襲来、16機撃墜）が出現してアメリカ軍機の注意が分散したため、隙を見て健在の姉妹艦「朝霜」が浜波に接舷した。大島大佐（32駆司令）と本倉中佐（浜波駆逐艦長）以下約200名が横付けした「朝霜」に救助された後、「浜波」は放棄された。この第三次多号作戦では浜波以外にも「島風」「若月」「長波」、輸送船4隻と掃海艇1隻が沈没した。第三次多号作戦（早川少将）・第四次多号作戦（木村少将）とも大損害を受け、さらに重装備・軍需品・兵站部隊の揚陸に失敗した。
この後、先に沈没した「長波」艦長飛田清少佐が生き残った乗員数十名を引き連れて、いまだ浮いていた「浜波」に乗り移った。飛田少佐は乗員を各部署に配置させて機関の再始動にも成功したが、マニラ帰投に必要な缶用の真水が欠乏していたので「浜波」を陸上砲台にしようと決心した。しかし、潮流に流されて擱座に失敗し、残っていた糧食で夕食をとった後に就寝。翌11月12日、飛田少佐以下は「浜波」を離れ、陸上から迎えに来た大発に移ってレイテ島に上陸した。「浜波」の船体は、その後沈没したとみられる。また生存者153名が現地の海軍陸戦隊に編入され、マニラ市街戦やフィリピン地上戦に投入された。
11月15日、第32駆逐隊は解隊。書類上在籍していた「浜波」は第31駆逐隊に転出、同隊は夕雲型駆逐艦4隻（長波、岸波、沖波、浜波）編制となった。
11月22日、本倉正義大佐は「浜波」艦長の職務を解かれ、呉鎮守府附となる。
1945年（昭和20年）1月10日、夕雲型6隻（長波、浜波、沖波、岸波、早霜、秋霜）は夕雲型駆逐艦より削除。また他艦と共に帝国駆逐艦籍から除籍。所属していた第31駆逐隊も解隊された。

## 歴代艦長
艤装員長
1. 本倉正義 中佐：1943年9月17日[45] - 1943年10月15日[51]

駆逐艦長
1. 本倉正義 中佐/大佐：1943年10月15日[51] - 1944年11月22日[211]